# Geschiedenis van Toulouse

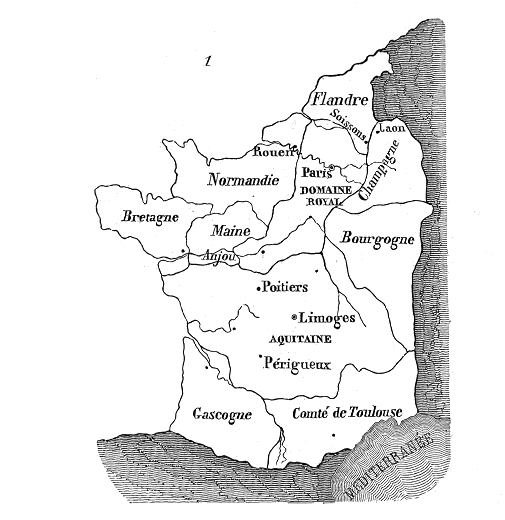
Het graafschap Toulouse (Comté de Toulouse) in de tiende eeuw als deel van het toenmalige Frankrijk

Dit artikel behandelt de geschiedenis van de Franse stad Toulouse.

## Kelten en Romeinen
Rond 200 v.Chr. stichtten de Tectosages die in het Latijn Tolosa Tectosagum werd genoemd. Belangrijk middel van bestaan was de handel in wijn, die toen nog hoofdzakelijk uit Italië werd geïmporteerd.
Rond 120 v.Chr. werd bij de stad een Romeins legioen gelegerd. In de 1e eeuw van onze jaartelling was de stad al sterk geromaniseerd en had 15.000 à 20.000 inwoners. In de 2e eeuw had de stad een school, waar de Griekse taal en de retorica werd onderwezen. Rond 250 deed het christendom zijn intrede in Tolosa met de eerste bisschop, de heilige Saturninus. Onder Diocletianus (284-305) werd Toulouse een ommuurde Romeinse stad met theaters, openbare baden, tempels etc. Bij de aanleg van de metro zijn hiervan resten teruggevonden. Van het oude Tolosa is betrekkelijk weinig overgebleven. De gebouwen van de stad werden namelijk in baksteen, afkomstig van klei uit de directe omgeving, opgetrokken, en veel minder in natuursteen. De ruïnes van de Romeinse  bakstenen gebouwen en stadsmuren konden in de middeleeuwen relatief gemakkelijk voor nieuwbouw worden hergebruikt.

## Visigoten
In 418 veroverden de Visigoten Toulouse. Toulouse werd geregeerd door de koningen:
Walia (418), Theodorik I (418-451), Thorismond (451-453), Theodorik II (453-466), Eurik (466-484) en Alarik (484-507). Theodorik II vestigde zijn residentie in de stad.
In 507 veroverde Clovis het koninkrijk van de Visigoten. Toulouse, nu nog maar een provinciestad,  raakte wat in de vergetelheid. In 721 belegerde de Arabische emir Al Samh, nadat deze vanuit Spanje  Narbonne had veroverd, Toulouse tevergeefs; na de overwinning van Karel Martel bij Poitiers in 732 werd Toulouse Frankisch.

## Franken
In 778 begint de geschiedenis van het graafschap Toulouse, dat een van de grote pays van Frankrijk wordt, later onder de naam Languedoc. Karel de Grote benoemde Chorson tot graaf van Toulouse. Chorson werd opgevolgd door Willem I, eerste graaf van Orange. Onder de graven bloeide Toulouse op tot het culturele centrum van de Languedoc. De latere graven waren zeer liberaal. Zo kende Toulouse in die periode een vorm van godsdienstvrijheid, waar met name katharen en joden van profiteerden. In 1152 stichtte Raimon V een gemeenteraad, (de Capitouls); de Capitouls werden democratisch gekozen, waarbij (uitzonderlijk voor die tijd) ook Joden stemrecht hadden.

## Late middeleeuwen en vroegmoderne tijd
In de late twaalfde en de dertiende eeuw kwamen er steeds meer katharen in de Languedoc. Paus Innocentius III begon kruistochten tegen deze afvalligen. Onder leiding van Simon de Montfort werden Béziers, Carcassonne en ook Toulouse op wrede wijze overwonnen in de vlakte van Muret (1213). Het eerste Franse klooster van de Dominicanen die in het verband van de daar reeds bestaande Inquisitie tegen deze ketterij predikten bevond zich te Toulouse. Omstreeks 1230 werd de stad zetel van een universiteit.
In de vijftiende eeuw bloeide Toulouse op door de verkoop van wede en het mede daarvan bereide  pastel. Rijke kooplieden bouwden huizen met de beroemde roze bakstenen. De stad wordt nog steeds "la ville rose" genoemd. Met de komst van de kleurstof indigo ging het slecht met de pastel, en dus met Toulouse.
Een lange periode van godsdienstoorlogen tussen hugenoten en katholieken begon. Deze brachten tot in het midden van de 16e eeuw vele executies van dissidente studenten aan de universiteit. De universiteit van Toulouse had de reputatie van humanistische  en Lutherse invloeden en zou rond 1550 maar liefst 10.000 studenten hebben. Hiermee was zij, op de Sorbonne na, de belangrijkste van Frankrijk. Na de Godsdienstoorlogen bleven godsdiensttroebelen duren tot in de 18e eeuw. In de 17e en 18e eeuw werd de stad beheerst door het streng katholieke broederschap "Associatio amicorum" (Aa), die bestond uit belangrijke mannen van de universiteit en de rooms-katholieke clerus. De Capitouls werden verjaagd, omdat ze ervan verdacht werden protestant te zijn.
In 1762 speelde zich in de stad de geruchtmakende affaire af rond de protestantse stoffenkoopman Jean Calas. Deze werd er, waarschijnlijk ten onrechte, van beschuldigd, zijn zoon, die zich tot de rooms-katholieke leer zou hebben willen bekeren, te hebben gewurgd.  Op 10 maart 1762 werd Calas na foltering geëxecuteerd. Een andere zoon van Calas was naar het calvinistische Genève uitgeweken en bracht de zaak onder de aandacht van Voltaire. Deze bracht de affaire in de publiciteit (de eerste van dit soort affaires in de Franse geschiedenis!), wat later tot een postume rehabilitatie van Jean Calas leidde.
In de zeventiende eeuw besloot Lodewijk XIV het Canal du Midi te graven, dat de oceaan met de Middellandse Zee zou gaan verbinden. Pierre Paul Riquet, liet het kanaal graven, dat door Toulouse ging. In 1629 en 1652 werd Toulouse getroffen door pestepidemieën.

## Revolutie en daarna
De stad deelde het lot van geheel Frankrijk gedurende de Franse Revolutie en de napoleontische tijd. Op  10 april 1814 werd Toulouse door de geallieerden onder leiding van de hertog van Wellington ingenomen.
In de 19e eeuw breidde de stad zich verder uit. In 1875 werd Toulouse door een zware overstroming geteisterd: door abnormaal veel smeltwater uit de Pyreneeën trad de Garonne buiten haar oevers. Deze ramp eiste meer dan duizend mensenlevens.
Toulouse nam in de jaren 1936-1939 tienduizenden Spaanse vluchtelingen op, die na de Spaanse Burgeroorlog niet onder het regime van de Spaanse "caudillo" generaal Francisco Franco wilden leven. Hun aanwezigheid is tot op de huidige dag in de vorm van Spaanse culturele invloed voelbaar.
Aan het begin van de Tweede Wereldoorlog kwamen er duizenden Belgische jonge reserverekruten, ook gekend als CRAB's, terecht in Toulouse. De stad werd het bevelcentrum voor de naar schatting 150.000 jongens van de werfreserve die in Zuid-Frankrijk verbleven van mei tot augustus 1940. Het grootste deel van de CRAB's in Toulouse werd opgevangen in het Parc des Sports en in schoolgebouwen.
In de naoorlogse periode werd Toulouse de hoofdstad van alles wat met Europese lucht- en ruimtevaart te maken heeft. Airbus, ESA, Alcatel Espace en vele andere bedrijven vestigden zich in Toulouse. Op het gebied van cultuur bezit de stad een eigen orkest, het Orchestre du Capitole de Toulouse. Als een van de weinige Franse steden kent Toulouse een eigen gemeentearchief.
Op 21 september 2001 werd Toulouse getroffen door een ramp, de kunstmestfabriek AZF ontplofte. De explosie legde een groot deel van de industrie in het gebied plat. De gevolgen waren voor de bevolking nog jarenlang merkbaar.